# Pigge Werkelin

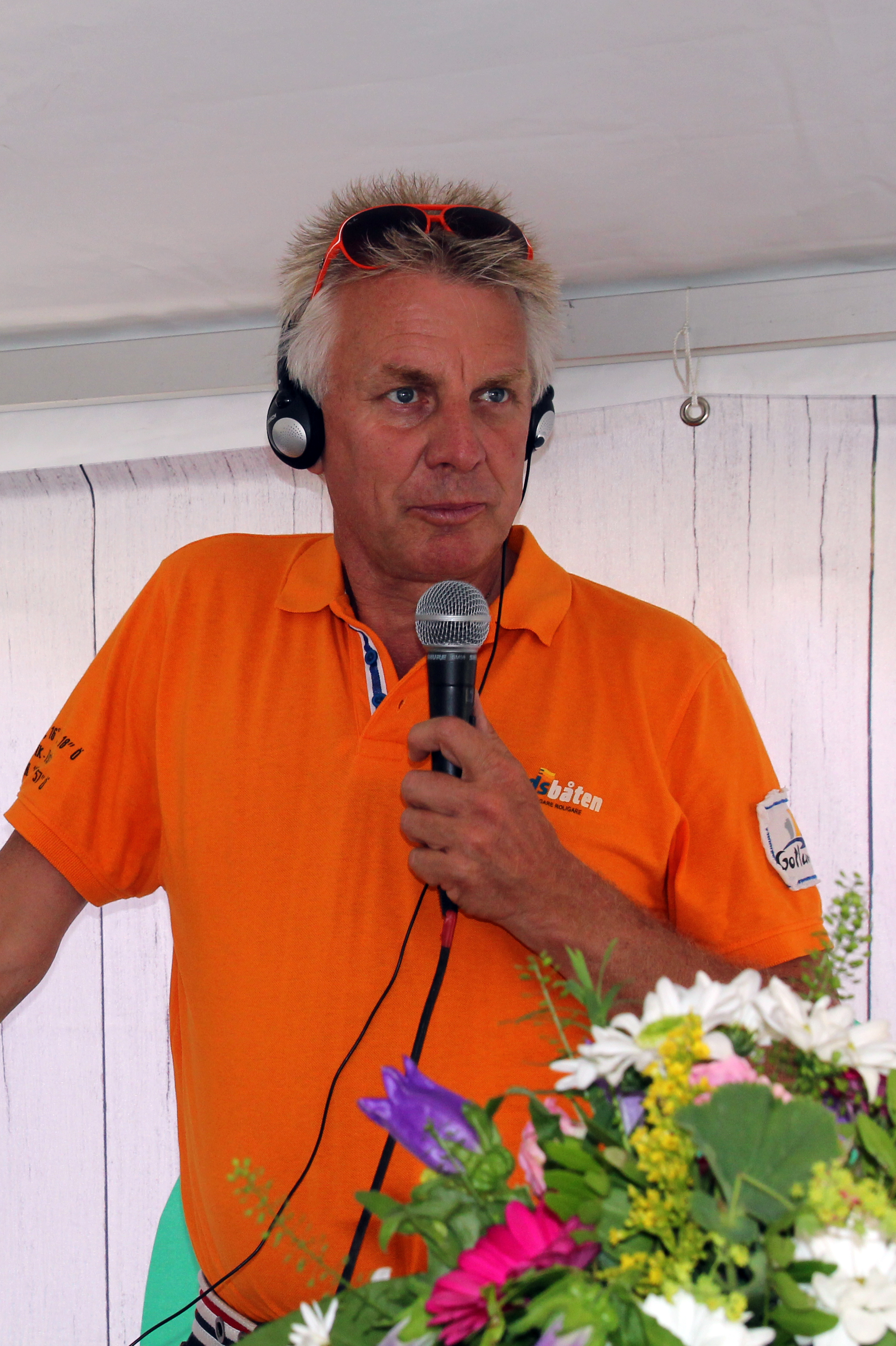
Stig "Pigge" Werkelin.

Stig Lars Gustav "Pigge" Werkelin, född den 24 februari 1961 i Burgsvik på södra Gotland, är en svensk entreprenör.
Pigge Werkelin är bland annat verksam inom företagen Gotlandsflyg, Sverigeflyg, Kneippbyn Fritidsanläggningar, Snäcks Camping och Norderstrands camping i Visby. Han utnämndes år 2005 av Ernst & Young till Entrepreneur of the Year i Stockholmsregionen (där Gotland ingår).
Pigge Werkelin blev känd i Sverige i samband med flodvågskatastrofen i Thailand år 2004. Han överlevde tsunamin, men miste sin hustru Ulrika och två små söner, Charlie (5 år) och Max (4 år). Året därpå skrev han, tillsammans med journalisten Lena Katarina Swanberg, en bok om sina upplevelser. Han har skänkt sin del av vinsten från försäljningen av boken till en fond som genomför olika projekt i Thailand. Den har bland annat byggt ett barnbibliotek och flera fiskebåtar.